# Cortocircuito (singolo)
Cortocircuito è un singolo del cantautore italiano Biagio Antonacci, pubblicato il 5 febbraio 2016 come secondo estratto dalla decima raccolta Biagio.

## Descrizione
Si tratta di uno dei quattro inediti contenuti nella raccolta e si caratterizza per le sonorità dance di ispirazione anni ottanta.

## Video musicale
Il video è stato reso disponibile il 25 febbraio 2016 attraverso il canale YouTube del cantante. Il video è stato coreografato da Laccio.